# Église grecque-catholique
Une Église grecque-catholique est une Église catholique orientale qui suit le rite byzantin. 

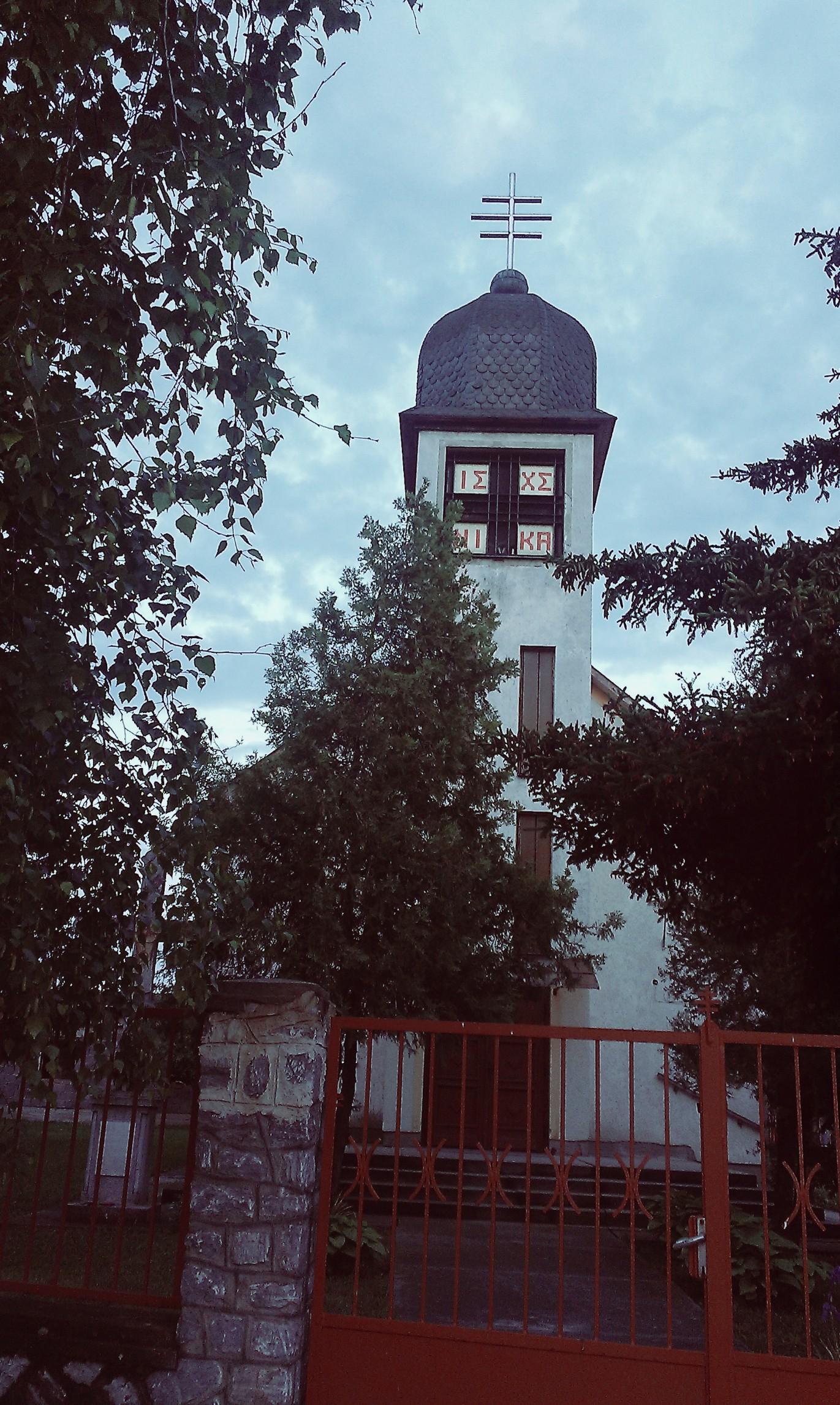
Église avec la croix orthodoxe, Sajóvámos, Hongrie.

## Noms alternatifs
Les Églises grecques-catholiques sont également dites gréco-catholiques ou grécocatholiques.

## Liste des Églises grecques-catholiques
- Église grecque-catholique albanaise
- Église grecque-catholique biélorusse
- Église grecque-catholique bulgare
- Église grecque-catholique croate (ou Église grecque-catholique croate et serbe)
- Église catholique byzantine grecque (ou Église grecque-catholique hellène)
- Église grecque-catholique hongroise
- Église grecque-catholique italo-albanaise (ou Église grecque-catholique italo-grecque)
- Église grecque-catholique macédonienne
- Église grecque-catholique melchite
- Église grecque-catholique roumaine
- Église grecque-catholique russe
- Église grecque-catholique ruthène
- Église grecque-catholique slovaque
- Église grecque-catholique tchèque
- Église grecque-catholique ukrainienne
- Église grecque-catholique de Pologne (pl)